# Dieter Engelhardt (Leichtathlet)
Dieter Engelhardt (* 24. Februar 1926 in Hannover) ist ein ehemaliger deutscher Marathonläufer.

## Biografie
Bei den Olympischen Spielen 1952 in Helsinki trat Engelhardt als erster Athlet des TSV Bayer 04 Leverkusen im Marathonlauf an, wo er den 30. Rang belegte.
Zuvor hatte Engelhardt bei den Deutschen Meisterschaften im Marathonlauf Silber gewonnen und in der Mannschaftswertung wurde er mit Willy Wange und Hans Vollbach Deutscher Meister.